# IC 1725
IC 1725 — галактика типу Sc (компактна спіральна галактика) у сузір'ї Риби.
Цей об'єкт міститься в оригінальній редакції індексного каталогу.